# گمینا مورووانا گوشلینا
گمینا مورووانا گوشلینا (به لهستانی:  Gmina Murowana Goślina) یک گمینا در لهستان است که در شهرستان پوزنانگ واقع شده‌است. گمینا مورووانا گوشلینا ۱۷۲٫۰۸ کیلومتر مربع مساحت و ۱۵٬۷۶۶ نفر جمعیت دارد.